# Lichnowy (gmina)
La gmina de Lichnowy est une commune rurale de la voïvodie de Poméranie et du powiat de Malbork. Elle s'étend sur 88,8 km2 et compte 4 203 habitants en 2021. Son siège est le village de Lichnowy qui se situe à environ 12 kilomètres au nord-ouest de Malbork et à 34 kilomètres au sud-est de Gdańsk, la capitale régionale.

## Villages
La gmina de Lichnowy comprend les villages et localités de Boręty, Boręty Drugie, Boręty Pierwsze, Dąbrowa, Lichnówki, Lichnówki Pierwsze, Lichnowy, Lisewo Malborskie, Parszewo, Pordenowo, Starynia, Stożki, Szymankowo et Tropiszewo.

## Villes et gminy voisines
La gmina de Lichnowy est voisine de la ville de Tczew et des gminy de Malbork, Miłoradz, Nowy Staw, Ostaszewo, Suchy Dąb et Tczew.